# UAE Pro League 2022-23
La UAE Pro-League 2022-23 (también conocida como Liga Árabe del Golfo o Etisalat Pro League por motivos de patrocinio) fue la 48.ª temporada de fútbol de la máxima categoría de los Emiratos Árabes Unidos. La temporada comenzó el 2 de septiembre de 2022 y terminó el 13 de mayo de 2023.
La liga contó con catorce equipos; doce de la temporada pasada y dos ascendidos de la Segunda División, el campeón Dibba Al-Fujairah y el Al-Bataeh.

## Equipos

### Ciudades y estadios
| Equipo            | Ciudad                | Estadio            | Capacidad |
| ----------------- | --------------------- | ------------------ | --------- |
| Ajman             | Ajman                 | Ajman              | 5537      |
| Al-Ain            | Al Ain                | Hazza Bin Zayed    | 25 053    |
| Al-Bataeh         | Al Bataeh             | Al Bataeh          | 2000      |
| Al-Dhafra         | Madinat Zayed         | Al-Dhafra          | 5020      |
| Al-Ittihad Kalba  | Kalba                 | Ittihad Kalba      | 8500      |
| Al-Jazira         | Abu Dabi (Al Nahyan)  | Mohammad Bin Zayed | 42 056    |
| Al-Nasr           | Dubái (Al Nasr)       | Al-Maktoum         | 15 058    |
| Al-Wahda          | Abu Dabi (Al Nahyan)  | Al-Nahyan          | 15 000    |
| Al-Wasl           | Dubái (Zabeel)        | Zabeel             | 8439      |
| Baniyas           | Abu Dabi (Al Shamkha) | Baniyas            | 10 000    |
| Dibba Al-Fujairah | Dibba Al-Fujairah     | Dibba Fujairah     | 100       |
| Khor Fakkan       | Khor Fakkan           | SBM Al Qassimi     | 7500      |
| Sarja             | Sharjah               | Sharjah            | 20 000    |
| Shabab Al-Ahli    | Dubái (Deira)         | Al-Rashid          | 12 052    |

## Desarrollo

### Clasificación
| Pos. | Equipo                | Pts. | PJ | G  | E | P  | GF | GC | Dif. | Clasificación o descenso 2023-24          |
| ---- | --------------------- | ---- | -- | -- | - | -- | -- | -- | ---- | ----------------------------------------- |
| 1    | Shabab Al-Ahli (C)    | 57   | 26 | 17 | 6 | 3  | 53 | 25 | +28  | Ronda de play-off de la Liga de Campeones |
| 2    | Al-Ain                | 54   | 26 | 16 | 6 | 4  | 67 | 31 | +36  |                                           |
| 3    | Al-Wahda              | 52   | 26 | 15 | 7 | 4  | 48 | 26 | +22  |                                           |
| 4    | Al-Wasl               | 47   | 26 | 13 | 8 | 5  | 53 | 32 | +21  |                                           |
| 5    | Al-Jazira             | 46   | 26 | 14 | 4 | 8  | 50 | 39 | +11  |                                           |
| 6    | Ajman                 | 44   | 26 | 13 | 5 | 8  | 41 | 38 | +3   |                                           |
| 7    | Sarja                 | 43   | 26 | 12 | 7 | 7  | 42 | 21 | +21  |                                           |
| 8    | Al-Ittihad Kalba      | 33   | 26 | 9  | 6 | 11 | 32 | 41 | −9   |                                           |
| 9    | Al-Nasr               | 27   | 26 | 7  | 6 | 13 | 27 | 43 | −16  |                                           |
| 10   | Khor Fakkan           | 25   | 26 | 6  | 7 | 13 | 28 | 44 | −16  |                                           |
| 11   | Baniyas               | 24   | 26 | 6  | 6 | 14 | 34 | 46 | −12  |                                           |
| 12   | Al-Bataeh             | 21   | 26 | 5  | 6 | 15 | 33 | 54 | −21  |                                           |
| 13   | Dibba Al-Fujairah (D) | 20   | 26 | 5  | 5 | 16 | 20 | 44 | −24  | Descienden a División 1 2023-24           |
| 14   | Al-Dhafra (D)         | 12   | 26 | 3  | 3 | 20 | 26 | 64 | −38  | Descienden a División 1 2023-24           |

 Fuente: UAE Pro League Standings

### Resultados
| Local \ Visitante | AJM | AIN | BAT | DHA | KAL | JAZ | NAS | WAH | WAS | BAN | DIB | KHO | SAR | SHA |
| ----------------- | --- | --- | --- | --- | --- | --- | --- | --- | --- | --- | --- | --- | --- | --- |
| Ajman             | —   | 1–1 | 2–1 | 2–1 | 1–0 | 1–1 | 4–1 | 2–3 | 4–2 | 2–0 | 3–2 | 0–0 | 2–3 | 1–3 |
| Al-Ain            | 5–1 | —   | 5–2 | 7–0 | 3–0 | 3–2 | 0–1 | 2–3 | 1–1 | 2–2 | 3–0 | 2–1 | 2–0 | 1–1 |
| Al-Bataeh         | 1–1 | 2–3 | —   | 1–1 | 2–2 | 2–4 | 2–0 | 0–4 | 1–2 | 3–3 | 0–1 | 2–2 | 0–1 | 0–6 |
| Al-Dhafra         | 0–1 | 1–4 | 1–2 | —   | 0–2 | 4–1 | 1–1 | 1–3 | 0–2 | 2–4 | 2–1 | 1–3 | 0–1 | 3–2 |
| Al-Ittihad Kalba  | 0–2 | 2–3 | 0–2 | 2–0 | —   | 2–1 | 5–3 | 0–2 | 1–1 | 2–1 | 2–0 | 1–1 | 0–4 | 1–2 |
| Al-Jazira         | 0–1 | 2–1 | 3–1 | 3–2 | 2–0 | —   | 4–3 | 0–1 | 2–0 | 2–0 | 2–0 | 1–1 | 3–3 | 2–3 |
| Al-Nasr           | 2–0 | 1–3 | 2–2 | 1–0 | 3–0 | 0–2 | —   | 0–1 | 1–2 | 1–0 | 0–1 | 1–0 | 1–0 | 2–2 |
| Al-Wahda          | 0–1 | 0–3 | 2–1 | 4–2 | 0–1 | 3–1 | 4–0 | —   | 3–3 | 1–1 | 3–0 | 2–2 | 0–0 | 1–1 |
| Al-Wasl           | 2–1 | 2–3 | 3–1 | 4–0 | 2–2 | 1–2 | 2–0 | 2–2 | —   | 3–0 | 1–1 | 3–0 | 1–1 | 1–2 |
| Baniyas           | 2–3 | 2–2 | 0–1 | 5–0 | 1–2 | 1–1 | 1–1 | 0–1 | 1–3 | —   | 0–2 | 1–0 | 0–4 | 1–2 |
| Dibba Al-Fujairah | 1–3 | 0–2 | 0–1 | 1–1 | 2–2 | 0–1 | 2–1 | 1–1 | 0–1 | 1–4 | —   | 1–0 | 0–2 | 1–2 |
| Khor Fakkan       | 2–2 | 0–3 | 3–0 | 4–3 | 2–1 | 2–4 | 0–0 | 0–2 | 1–5 | 1–2 | 1–0 | —   | 1–0 | 0–1 |
| Sarja             | 4–0 | 2–2 | 3–0 | 1–0 | 1–2 | 2–3 | 1–1 | 0–1 | 0–1 | 3–0 | 1–1 | 3–0 | —   | 0–0 |
| Shabab Al-Ahli    | 1–0 | 2–1 | 3–0 | 2–0 | 0–0 | 2–1 | 3–0 | 2–1 | 2–2 | 1–2 | 5–1 | 3–1 | 0–2 | —   |

## Goleadores
| Rank | Jugador                          | Club      | Goles |
| ---- | -------------------------------- | --------- | ----- |
| 1    | Kodjo Fo Doh Laba                | Al-Ain    | 20    |
| 2    | Ali Mabkhout                     | Al-Jazira | 17    |
| 3    | Fábio Virginio de Lima           | Al-Wasl   | 13    |
| 4    | João Pedro Pereira dos Santos    | Al-Wahda  | 11    |
| 5    | Lourency do Nascimento Rodrigues | Al-Bateah | 10    |
| 5    | Firas Ben Larbi                  | Ajman     | 10    |
| 5    | Soufiane Rahimi                  | Al-Ain    | 10    |